# Друга битва за Бін-Джавад
Друга битва за Бін-джавад - одна із битв під час громадянської війни в Лівії.

## Хронологія подій
23 серпня - ряд інформагентств з посиланням на Аль-Джазіру і представника революціонерів у Бенгазі Мухаммеда Завіва повідомили, що, зустрічаючи мінімум опору, їх загони оволоділи селищами Башир і Агейла, що розташовані між Брегою і Рас-Лануфом. За словами Завіва, "наші війська пройшли 40 кілометрів, ми увійшли в Башир і сьогодні вночі будемо в Рас-Лануфі". Увечері 23 серпня військовий представник революціонерів, полковник Ахмед Омар Бані повідомив, що вони увійшли в Рас-Лануф. Мухаммед Зававі, представник повстанців, повідомив, що війська Каддафі відступили за Червону Долину у напрямку Сирта.
24 серпня - представник армії ПНР Фаузі Букатиф повідомив інформаційному агентству AFP, що в районі невеликого міста Бін-Джавад наступ сил революціонерів було зупинено артилерійським вогнем заставшим сили ПНР зненацька. За словами Фаузі Букатифа, війська Каддафі зуміли створити оборонну лінію з Червоної Долини, і явно не збираються здаватися, як очікувалося раніше. Червона долина вважається самою західної точкою, яку змогли досягти революціонери на східному фронті в кінці березня, перед тим, як були відкинуті  підкріпленнями військ Каддафі 28 березня-10 квітня до Адждабії. За словами самих революціонерів, тоді район Червоної долини було заміновано.
25 серпня - сили ПНР, напередодні підійшли до Бін-Джаваду і потрапили під сильний артилерійський вогонь, відійшли до Рас-Лануфу, де тепер розмістився штаб військ революціонерів, про це повідомив один з командирів. За його словами, місцеве населення в районі Бін-Джавада і далі у бік Сирта явно недружньо налаштоване по відношенню до революціонерам: "Місцеве населення двічі зраджувало нас, і тепер ми розуміємо, що відбувається".
26 серпня - за непідтвердженими поки даними, поновилися бої між військами Каддафі і силами ПНР за Рас-Лануфом, між портом Ас-Сидр і невеликим містом Бін-Джавад. Телеканал Аль-Арабія повідомляє, що, за словами представників революціонерів, їх війська змогли закріпитися в стратегічно важливих позиціях навколо міста Бін-Джавад, включаючи військову базу, де раніше були танки військ Каддафі. Дії армії ПНР в районі Бін-Джавада 26 серпня супроводжувалися авіаударами НАТО по Сирту. Зокрема, британські винищувачі Торнадо завдали ракетного удару по бункеру Каддафі в Сирті, про що повідомив міністр оборони Великої Британії.
27 серпня - попри заяви окремих військових революціонерів про переговори з загонами Каддафі в Сирті, приходили повідомлення про те, що сили ПНР відійшли від Бін-Джавада до порту Сидру, куди підходили підкріплення військ революціонерів. За словами кореспондента Аль-Джазіри, війська Каддафі явно прагнуть за всяку ціну утримати Бін-Джавад і не дати армії ПНР просунутися далі Рас-Лануфа, про що свідчить лютий опір загонів Каддафі. Трохи пізніше 27 серпня почали надходити перші повідомлення, що посилаються на SkyNews, про те, що армія ПНР вже захопила Бін-Джавад. Пізніше телеканал Аль-Джазіра, а також інші ЗМІ підтвердили цю інформацію. Також Reuters повідомляє, що сили армії знаходяться ПНР за 100 км від Сирта, про здачу якого щоб уникнути жертв серед мирного населення, за словами представника ПНР Мухаммеда Завави, ведуться переговори, поки безрезультатно.
28 серпня - репортери Аль-Джазіри повідомили, що війська революціонерів оволоділи Ен-Нофалією, а війська Каддафі відступили до Червоної долини - першої лінії оборони військ Каддафі перед Сиртом. Повідомляється, що бійці армії ПНР розбилися на групи і атакували Ен-Нофалію з сходу та півдня..